# Zaozhuang

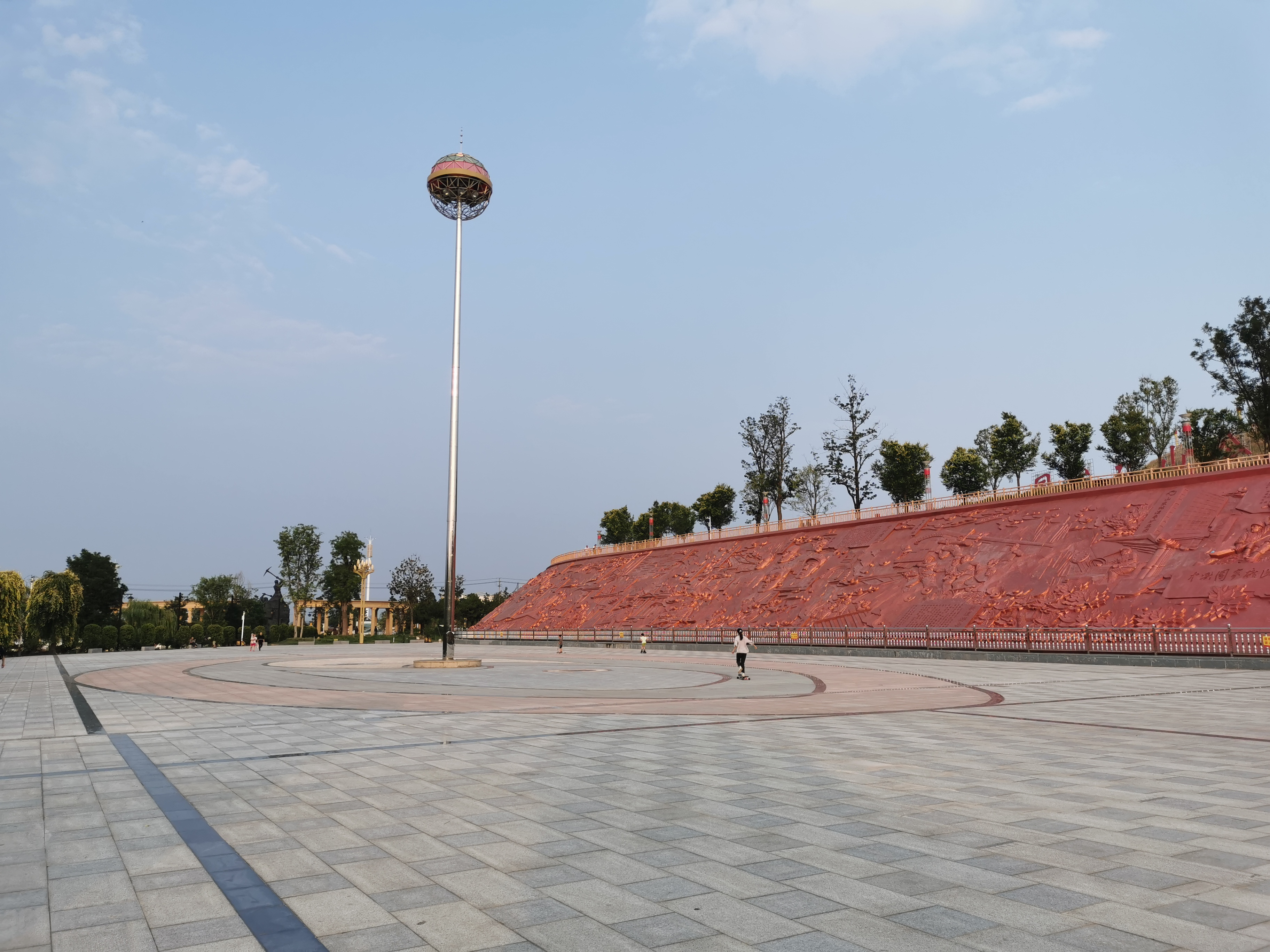
Zhongxing Square

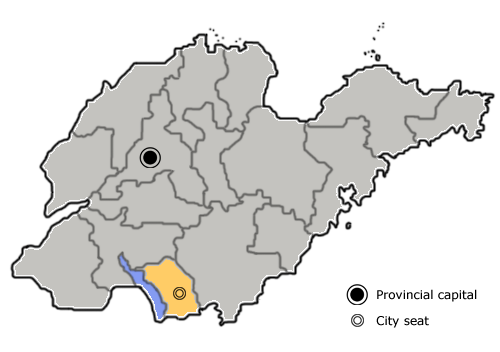
Lage Zaozhuangs in Shandong

Zaozhuang (chinesisch 棗莊市 / 枣庄市) ist eine bezirksfreie Stadt im Süden der chinesischen Provinz Shandong. Es wird Mandarin gesprochen. Die Stadt, die im Süden an die Provinz Jiangsu grenzt, hat große Kohlevorkommen. Der Philosoph Xunzi liegt in Zaozhuang begraben.
Das Verwaltungsgebiet von Zaozhuang hat eine Fläche von 4.563 km² und 3.855.601 Einwohner (Stand: Zensus 2020). In dem eigentlichen städtischen Siedlungsgebiet von Zaozhuang leben 1.290.000 Menschen (Stand: Ende 2018).

## Administrative Gliederung
Auf Kreisebene setzt sich Zaozhuang aus fünf Stadtbezirken und einer kreisfreien Stadt zusammen. Diese sind (Stand: Zensus 2010):
- Stadtbezirk Shizhong (市中区 = "Stadtmitte"), 374 km², 535.515 Einwohner, Zentrum, Sitz der Stadtregierung;
- Stadtbezirk Xuecheng (薛城区), 508 km², 481.450 Einwohner;
- Stadtbezirk Yicheng (峄城区), 635 km², 364.238 Einwohner;
- Stadtbezirk Tai’erzhuang (台儿庄区), 533 km², 279.474 Einwohner;
- Stadtbezirk Shanting (山亭区), 1.019 km², 464.804 Einwohner;
- Stadt Tengzhou (滕州市), 1.494 km², 1.603.659 Einwohner.